# 163e régiment d'infanterie (France)
Pour les articles homonymes, voir 163e régiment.
Le 163e régiment d'infanterie (163e RI) est un régiment d'infanterie de l'Armée de terre française créé sous la Révolution sous le nom de 163e demi-brigade de première formation. Dissous trois ans plus tard, le 163e régiment d'infanterie est réactivé de 1891 à 1923.

## Création et différentes dénominations
- 1793 :  formation de la 163e demi-brigade de première formation
- 1796 : dissous
- 1891 : création du 163e régiment d'infanterie
- 1923 : dissolution

## Colonels/chefs de brigade
- 1794 : chef de brigade Pierre-Louis Sergent
- 1796 à 1891 : l'unité n'existe plus.
- 1891 : colonel Victor-Henri-Alexandre Flouvat (*)
- 1897 : colonel Marie-Joseph-Louis Delort de Mialhe (décédé)
- 1898 : colonel Henri-Joseph Cheroutre (*)
- 1903 : colonel Antoine Marius Benoît Drude (en) (1853-1943) (**)
- 1906 : colonel Emmanuel-Albert Bertin (*)
- 1908 : colonel Paul Brundsaux (*)
- 1912 : colonel Daniel Pelletier de Chambure (« relevé de son comdt le 10 sept. au matin et appelé à Limoges »[1]).
- 10 septembre 1914 : chef de bataillon Lagarde (par intérim).
- 17 septembre 1914 : lieutenant-colonel Henri-Edouard Lecreux (nommé au commandement de la 89e brigade d'infanterie).
- 28 septembre 1914 : lieutenant-colonel Fortuné-Benjamin Rivas (promu colonel et nommé au commandement de la 89e brigade d'infanterie).
- 31 mai 1916 : lieutenant-colonel Froment (par intérim).
- 5 juin 1916 : lieutenant-colonel Paul-Constant-Désiré Jacquard (appelé aux fonctions de chef d'état-major du 33e corps d'armée).
- 24 novembre 1916 : chef de bataillon Louis-Camille-Frédéric-Alphonse Rauzier (par intérim).
- 3 décembre 1916 : lieutenant-colonel puis colonel André-Emile Carlier.
- 19 septembre 1918 : colonel Charles-Alfred Devanlay (*).
- 5 février 1919 : colonel Francis-Louis Paquin (**).

(*) Officier qui devint par la suite général de brigade.
(**) Officier qui devint par la suite général de division.

## Historique des garnisons, combats et batailles du163eRI de ligne

### Révolution
En 1793, la « 163e demi-brigade de première formation » est créée à partir de l'amalgame des :
- 1er bataillon du 90e régiment d'infanterie (ci-devant Chartres)
- 15e bataillon de volontaires des réserves
- 23e bataillon de volontaires des réserves

En 1794 et 1795, la demi-brigade est affectée à l'armée du Nord et s'illustre durant le siège et la prise de Nimègue en 1794 et l'investissement de Breda en 1795.
Lors de la réorganisation de 1796, la « 163e demi-brigade} d'infanterie de ligne » entre dans la formation de la 36e demi-brigade de deuxième formation.

La « 163e demi-brigade d'infanterie de ligne » est alors dissoute.

### De 1891 à 1914

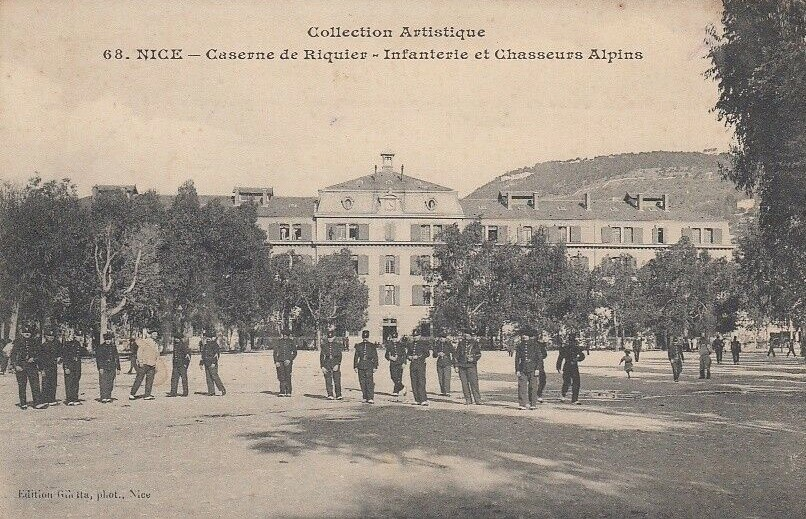
Soldats du RI et du 6e BCA devant la Caserne Riquier de Nice vers 1910.

Le 163e régiment d'infanterie est formé à Nîmes, le 21 octobre 1891 au moyen d'éléments provenant de plusieurs régiments.

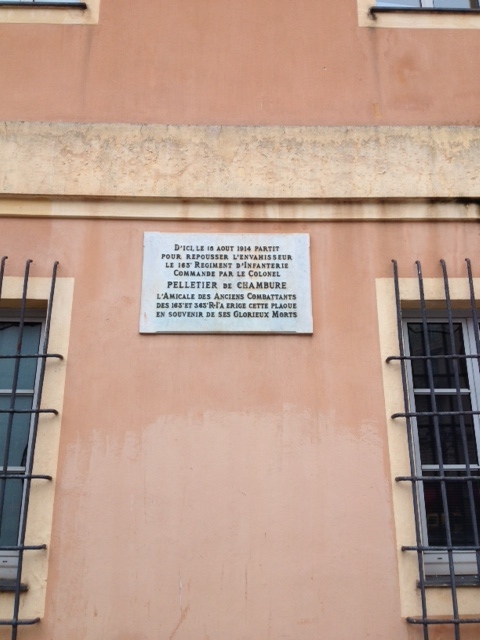
Plaque apposée sur la façade du Palais Rusca à Nice commémorant le départ de Nice du 163èmeRI en 1914.

### Première Guerre mondiale
En 1914 ; Casernement : Nice
44e Division d'Infanterie d'août 1914 à fin septembre 1914
76e Division d'Infanterie jusqu'en octobre 1916
161e Division d'Infanterie jusqu'en novembre 1918

#### 1914

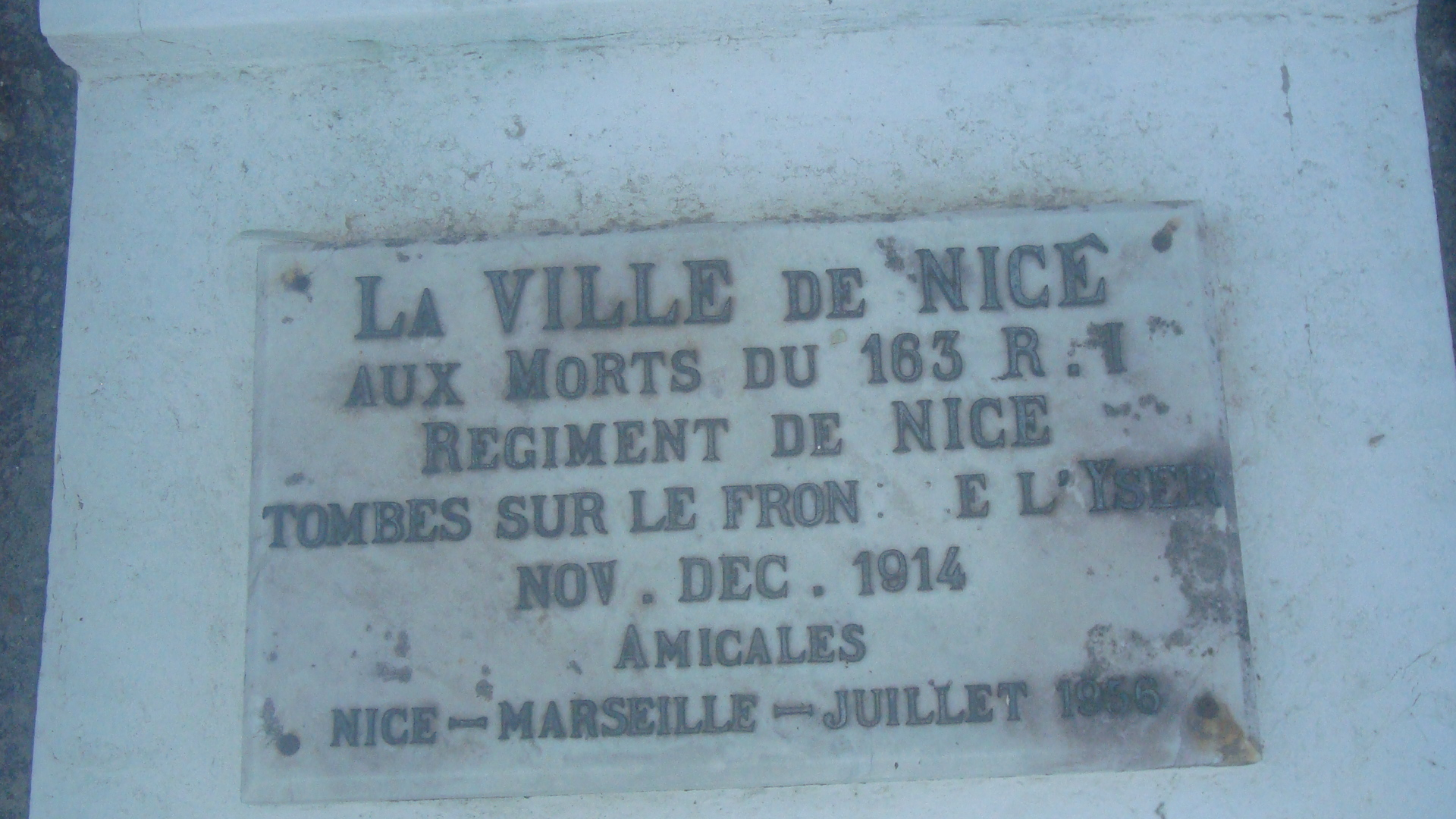
Plaque à Lombardsijde, Belgique.

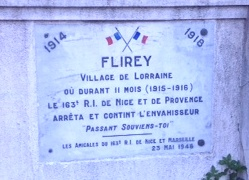
Plaque dédiée au R.I. à Nice, avenue de Flirey, au croisement avec l'avenue du Monastère.

Fin août
Opérations d'Alsace
25 août - 4 septembre
Bataille du col de la Chipotte
novembre - décembre
Front de l'Yser

#### 1915
Mai - novembre
Opérations en Argonne : La Gruerie, Four-de-Paris
25 - 30 septembre
Seconde bataille de Champagne : nord de Saint Hilaire Le Grand

#### 1916
Février - avril
Bataille de Verdun : Mort-Homme, Thiaucourt, Haudremont
Octobre
Bataille de la Somme :
Rancourt
6 octobre : Sailly-Saillisel
Bois de Saint Pierre Vaast

#### 1917
Avril - mai
Le Chemin des Dames

#### 1918
6 - 8 avril
L'Ailette
15 - 20 juillet
4e Bataille de Champagne, Secteur Balcon
Septembre
La Champagne : La Dormoise
26 septembre - 7 octobre
Ardennes : Plateau Bellevue, Mont Cuvelet, Challerange

### Entre-deux-guerres
Le régiment est dissous le 15 mai 1923 et n'est pas reformé ensuite.

## Drapeau
Il porte, cousues en lettres d'or dans ses plis, les inscriptions suivantes :
- L'Aisne 1917
- Champagne 1918

## Décorations
Sa cravate est décorée de la Croix de guerre 1914-1918 avec une citation à l'ordre de l'armée puis à l'ordre de la division.
- 250 morts du 163e RI figurent sur le monument aux morts de Nice, le Monument aux morts de Rauba-Capeù.

## Personnalités ayant servi au163eRI
- Louis Stehlé (1882-1933), dit Delpont-Delascabras, poète occitan et félibre
- Jean Bouin (1888-1914), coureur de fond, mort pour la France
- Didier Daurat (1891-1969), pionnier de l'aviation, directeur de l’Aéropostale
- Jean Fontaine-Vive (1895-1917), sous-lieutenant au régiment, poète inscrit au Panthéon parmi les 560 écrivains morts pour la France.
- Marcel Pagnol (1895-1974), écrivain et cinéaste

## Sources et bibliographie
- À partir du Recueil d'Historiques de l'Infanterie Française (Général Andolenko - Eurimprim 1969).
- sous-lieutenant de réserve Astruc, Historique du 163e régim. d'infanterie : guerre de 1914-1918, Sarrebruck, Impr. du Nouveau courrier de la Sarre, 1931, 169 p., lire en ligne sur Gallica.
- Historiques des corps de troupe de l'armée française (1569-1900)
- Site chtimiste.com